# (61195) Martinoli
(61195) Martinoli est un astéroïde de la ceinture principale.

## Description
(61195) Martinoli est un astéroïde de la ceinture principale. Il fut découvert le 28 juillet 2000 à Gnosca par Stefano Sposetti. Il présente une orbite caractérisée par un demi-grand axe de 2,39 UA, une excentricité de 0,21 et une inclinaison de 4,0° par rapport à l'écliptique.

## Compléments